# McCarthy Point (udde i Antarktis, lat -74,30, long -130,80)
McCarthy Point är en udde i Antarktis. Den ligger i Västantarktis. Inget land gör anspråk på området.
Terrängen inåt land är platt. Havet är nära McCarthy Point norrut. Trakten är obefolkad. Det finns inga samhällen i närheten.